# Président de l'Assemblée nationale du Vietnam
Le président de l'Assemblée nationale du Viêt Nam (Chủ tịch Quốc hội Việt Nam) est le président de la République socialiste du Viêt Nam, qui préside l'Assemblée nationale. Selon la Constitution du Viêt Nam, l'Assemblée nationale est « l'organe représentatif suprême du peuple ; le plus haut organe du pouvoir d'État ». Ce poste était auparavant intitulé Président du Comité permanent de l'Assemblée nationale du Viêt Nam (Chủ tịch Ủy ban Thường vụ Quốc hội Việt Nam) de 1946 à 1981.
Le président est élu par les députés (Membre du parlement) de l'Assemblée nationale lors de la première session de la législature. Le Comité permanent, présidé par le président, est un organe permanent chargé des activités de l'Assemblée nationale entre ses sessions. Le président et les autres membres du Comité permanent doivent démissionner lorsque l'Assemblée nationale se dissout, ce qui a lieu normalement tous les cinq ans. Le président préside les séances de l'Assemblée nationale et authentifie les lois et résolutions adoptées par l'Assemblée en les signant. Il dirige les activités du Comité permanent et organise ses relations extérieures avec d'autres organes d'État, tout en veillant à maintenir de bonnes relations entre les membres du Comité permanent. Les députés de l'Assemblée nationale ont le droit d'interroger le président.
Le pouvoir et le prestige du poste de président ont varié au fil des années. Par exemple, les deux premiers titulaires Nguyễn Văn Tố et Bùi Bằng Đoàn n'étaient pas membres du Parti communiste du Viêt Nam, tandis que Trường Chinh, le quatrième président, était classé deuxième dans la hiérarchie du Politburo du Parti communiste du Viêt Nam. Cependant, sur les dix personnes ayant présidé l'Assemblée nationale, cinq ont été membres du Politburo. Le président actuel est Trần Thanh Mẫn.

## Histoire
Le premier président du Comité permanent de l'Assemblée nationale fut le savant Nguyễn Văn Tố, qui n'était pas membre du Parti communiste. Le 3 mars 1946, sous sa présidence, l'Assemblée nationale forma le premier gouvernement de la République démocratique du Viêt Nam. Il fut remplacé le 9 novembre 1946 par Bùi Bằng Đoàn, poète et autre non-membre du Parti communiste, mais révolutionnaire engagé. Tôn Đức Thắng lui succéda en 1955, devenant le premier président membre du Parti communiste. Trường Chinh devint le quatrième et président le plus longtemps en fonction, de 1960 à 1981, avant de devenir président du Conseil d'État, un poste nouvellement créé. Nguyễn Hữu Thọ, originaire du Sud, lui succéda en 1981 mais ne faisait pas partie du Politburo. Il démissionna en 1987, remplacé par Lê Quang Đạo, un autre non-membre du Politburo. Comme Nguyễn Hữu Thọ, son mandat dura un seul mandat législatif.

## Fonctions et pouvoirs
Le président de l'Assemblée nationale a pour rôle principal de présider les sessions plénières de l'Assemblée nationale, d'authentifier par sa signature les lois et résolutions adoptées, et de diriger les activités du Comité permanent. Il représente l'Assemblée nationale dans ses relations extérieures et coordonne les travaux des membres du Comité permanent. Les députés peuvent interroger le président de l'Assemblée nationale lors des sessions.

## Liste des présidents de l'Assemblée nationale
| Nom                 | Mandat      | Notes                                             |
| ------------------- | ----------- | ------------------------------------------------- |
| Nguyễn Văn Tố (en)  | 1946–1946   | Premier président, non-membre du Parti communiste |
| Bùi Bằng Đoàn (en)  | 1946–1955   | Poète, non-membre du Parti communiste             |
| Tôn Đức Thắng       | 1955–1960   | Premier président membre du Parti communiste      |
| Trường Chinh        | 1960–1981   | Président le plus longtemps en fonction           |
| Nguyễn Hữu Thọ      | 1981–1987   | Originaire du Sud, non-membre du Politburo        |
| Lê Quang Đạo (en)   | 1987–1992   | Non-membre du Politburo                           |
| ...                 |             |                                                   |
| Nguyễn Thị Kim Ngân | 2016-2021   |                                                   |
| Vương Đình Huệ      | 2021-2024   |                                                   |
| Trần Thanh Mẫn      | Depuis 2024 | Président actuel                                  |